# Orthodes gigas
Orthodes gigas là một loài bướm đêm trong họ Noctuidae.